# Рудник Судест
Рудник Судест — колишній гірничодобувний майданчик у Меланезії, в державі Папуа Нова Гвінея. Перша копальня в історії країни.
У 1888 році один з відвідувачів острова Судест (наразі Ванатінаї) у архіпелазі Лузіади виявив алювіальний розсип золота, з якого йому вдалось намити майже 4,5 кілограма золота. Звістка про це викликала в Австралії загострення «золотої лихоманки» і вже до кінця того ж року на острові працювало біля двох сотень золотошукачів, а ще за рік їх кількість подвоїлась. Алювіальне золото гарно вилучалось за допомогою шлюзів для промивки породи, проте така техніка потребувала постійного притоку води. В умовах клімату із яскраво вираженим сухим періодом це створювало великі проблеми для старателів, що швидко відлякнуло їх від острова.
У 1893 році знайшли золото у корінних породах в центрі острова, в місці відомому як Маунт-Аделаїд (Mt Adelaide). У 1896-му компанія British New Guinea Gold Pty Ltd узялась за розвиток рудника, що мав вести підземну розробку. Руда надходила на десять амальгамаційних пресів (stamp battery), які розпочали дробильні операції у вересні 1897 року. Втім, уже у квітні 1899-го циклон призвів до перманентної зупинки копальні.
У 1935-му відзначені короткочасні гірничі роботи підземним способом, які намагались провадити в районі Корнукопія поблизу старої шахти Маунт-Аделаїд.